# Colton CDP (Nueva York)
Colton es un lugar designado por el censo ubicado en el condado de St. Lawrence en el estado estadounidense de Nueva York. En el Censo de 2020 tenía una población de 348 habitantes y una densidad poblacional de 76,32 habitantes por km². Fue incluido como CDP en el censo de 2020.

## Geografía
Colton se encuentra ubicado en las coordenadas 44°33′10″N 74°56′10″O / 44.55278, -74.93611. Según la Oficina del Censo de los Estados Unidos,  tiene una superficie total de 4,56 km², de la cual 4,29 km² corresponden a tierra firme y 0,27 km² a agua.